# نوكيا 7 بلس
نوكيا 7 بلس (بالإنجليزية: Nokia 7 plus)‏ هو هاتف ذكي من الفئة الأولى في النطاق العلوي من نوكيا يحمل نظام التشغيل أندرويد. اعلن عنه في 25 شباط 2018، إلى جانب أربعة هواتف أخرى تحمل علامة نوكيا. تم الإعلان عن سعره الأصلي بسعر 399 يورو.

## المواصفات

### البرمجيات
نظرًا لأن جهاز نوكيا 7 بلس هو جهاز أندرويد ون. يعمل بإصدار «كامل» من نظام التشغيل أندرويد. وقد طور بنظام تشغيل أندرويد أوريو. ومع ذلك، صدر تحديث لنظام التشغيل أندرويد أوريو 8.1 في وقت فريب من إصدار الجهاز.
في 8 أيار 2018 ، اعلن عن أن جهاز نوكيا 7 بلس سيكون واحد من بين سبعة هواتف ذكية غير تابعة لشركة جوجل لتلقي الإصدار التجريبي من أندرويد بي.